# Anathallis microphyta
Anathallis microphyta es una especie de orquídea epífita originaria de Brasil donde se encuentra en la Caatinga y la mata atlántica.

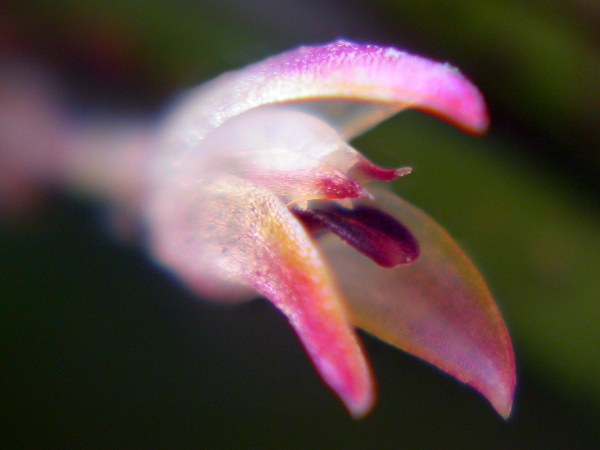
Detalle de la flor

## Taxonomía
Anathallis microphyta fue descrito por (Barb.Rodr.) C.O.Azevedo & Van den Berg y publicado en Kew Bulletin 60: 137. 2005.
Sinonimia
- Lepanthes microphyta Barb.Rodr.
- Panmorphia microphyta (Barb.Rodr.) Luer
- Pleurothallis microphyta (Barb.Rodr.) Cogn.
- Specklinia microphyta (Barb.Rodr.) Luer[2][4][5]